# Герб комуни Люсечіль
Герб комуни Люсечіль (швед. Lysekils kommunvapen) — символ шведської адміністративно-територіальної одиниці місцевого самоврядування комуни Люсечіль.

## Історія
Гербом торговельного містечка (чепінга) Люсечіль у 1895-1903 роках було зображення золотого дельфіна у синьому полі. Коли Люсечіль став містом, то отримав 1905 року і королівське затвердження нового герба.    
Після адміністративно-територіальної реформи, проведеної у Швеції на початку 1970-х років, муніципальні герби стали використовуватися лишень комунами. Цей герб був 1971 року перебраний для нової комуни Люсечіль.
Герб комуни офіційно зареєстровано 1974 року.

## Опис (блазон)
У срібному полі дві сині риби, вигнуті спинками до себе, у синій главі — три срібні шестипроменеві зірки.

## Зміст
Сюжет герба з двома рибами походить з давньої печатки гераду (територіальної сотні) Стонгенес. Риби символізують розвинуту рибну промисловість. Зірка фігурувала на давній печатці Люсечіля.